# Собесерне (Великопольське воєводство)
Собесерне (пол. Sobiesiernie, нім. Neuteklenburg) — село в Польщі, у гміні Вжесня Вжесінського повіту Великопольського воєводства.
Населення — 204 особи (2011).
У 1975-1998 роках село належало до Познанського воєводства.

## Демографія
Демографічна структура станом на 31 березня 2011 року:
|          | Загалом | Допрацездатний вік | Працездатний вік | Постпрацездатний вік |
| -------- | ------- | ------------------ | ---------------- | -------------------- |
| Чоловіки | 102     | 26                 | 69               | 7                    |
| Жінки    | 102     | 26                 | 62               | 14                   |
| Разом    | 204     | 52                 | 131              | 21                   |